# دعوة الحق (مجلة)
مجلة دعوة الحق كانت مجلة فصلية عربية نشرتها دار العلوم ديوبند تحت إشراف محمد طيب قاسمي من عام 1965 إلى عام 1975، ثم حلت محلها مجلة الداعي. أسسها وطورها وحيد الزمان الكيرانوي، وأصبحت أول مجلة عربية لدار العلوم ديوبند، وكانت مهمتها الأساسية تعريف المناطق الناطقة بالعربية بدار العلوم ديوبند وترجمة محتواها التعليمي إلى اللغة العربية. هدفت المجلة إلى تقديم الإسلام باعتباره عقيدة ديناميكية وذات صلة، ومعالجة الاعتراضات والتأكيد على أن القرآن والإسلام بمثابة أسس للتقدم وليس عوائق. كما كان يهدف إلى الارتقاء باللغة العربية وآدابها في كل من الهند والعالم العربي. بدأ علماء مثل سعيد أحمد أكبر آبادي [الإنجليزية] ومحمد سليم قاسمي [الإنجليزية] رحلاتهم الأدبية مع هذا المنشور.

## الجذر والنمو
على مدى ما يقرب من قرن من الزمان بعد إنشاء دار العلوم ديوبند، لم يكن هناك اهتمام كبير بإنشاء مجلة عربية من هذه المؤسسة. ومع التحولات التي شهدتها الديناميكيات العالمية، أدركت المؤسسة الأهمية المتزايدة للغة العربية وآدابها، وخاصة في مواجهة التحديات السائدة في العالم العربي، والخوف من أن يغدو العرب مُتغربنين (تغريب) فيخذلوا بعضهم البعض أولًا ويخذلوا الإسلام ثانيًا. أدى هذا التحول النموذجي إلى توجيه تركيز المؤسسة نحو تعزيز الأدب العربي الراقي، ومواجهة التأثيرات الغربية، وتنمية جيل قادر على المساهمة في الأدب العربي المعاصر من خلال مقالات متطورة. وبحسب سروار علم الندوي، فإن الدافع وراء إنشاء المجلة نشأ من الظروف السائدة. أشار وحيد الزمان الكيرانوي إلى أن دار العلوم ديوبند أعطت الأولوية للتعليم الديني، مثل الحديث والفقه، على اللغة العربية والأدب، وأقر بالحاجة إلى مثل هذه المجلة. صدرت طبعتها الافتتاحية في كانون الثاني 1965، بدءًا من 64 صفحة ثم توسعت إلى 80 صفحة في العدد الأول من المجلد التاسع. وحملت الافتتاحية عنوان أفكار الخواطر. طبعَت دار نشر وزير حسن مير أعظم جاد المجلة وكان سعرها روبية واحدة سنويًا. استغرق نشرها عشر سنوات، وبلغت ذروتها في نيسان 1975. وفي حزيران 1976 صدرت مجلة الداعي.

## نظرة موضوعية
تغطي المجلة مجموعة واسعة من المواضيع، بما في ذلك الدين والفن والأدب. وتضم المجلة آداب كتاب عرب مثل محمد الغزالي ومصطفى الرفاعي ويوسف القرضاوي، وتشارك الأخبار الثقافية والتحديثات حول دار العلوم ديوبند. تشتهر هذه المجلة بأسلوبها العربي الراقي، وخاصة في افتتاحية بريد المحلة، وتهدف إلى رفع مستوى الوعي بالممارسات الإسلامية، وحماية المعتقدات الإسلامية، وتعزيز اللغة والأدب العربي، ونشر الثقافة الإسلامية في شبه القارة الهندية والعالم العربي. مع التركيز على التعليم، يسلط الكتاب الضوء على حياة ومساهمات العلماء في دار العلوم ديوبند ويقدم مقالات علمية ودينية للقراء الهنود. بالإضافة إلى ذلك، تعمل المجلة على تنمية الذوق الأدبي العربي، وتشجيع الإبداع، ودعم الاهتمامات الدينية مع تعزيز القيم الإسلامية عالميًا. وتقدم أقسام مثل نفحة السنة والتحرير تعليقات على العالم الإسلامي المعاصر، كما تتضمن النشرة تغطية لأنشطة دار العلوم ديوبند، والمساعي الأدبية في النادي الأدبي، ومقالات عرضية عن المنشورات الجديدة، والنعي، والتعازي. وتحافظ على موقفها بالامتناع عن نشر الإعلانات.

## الموافقة الأكاديمية
وقد حظيت هذه المجلة بإشادة من العلماء في مختلف المجالات. ويرى عبد الرحمن من جامعة جواهر لالنهرو [الإنجليزية] أن هذه المجلة كانت من أبرز المجلات الهندية المكتوبة باللغة العربية في القرن العشرين، وحققت شهرة واسعة النطاق. ويسلط قمر الزمان من جامعة عليكرة الإسلامية الضوء على دورها في ترجمة الأفكار الفكرية من دار العلوم ديوبند، وتوسيع نطاق تأثيرها إلى ما هو أبعد من أصولها. فريد الدين أحمد، الباحث في جامعة القطن [الإنجليزية]، يعترف بدور الجامعة في إبراز خبرة علماء دار العلوم ديوبند. ويرى أحمد ديزي من جامعة قوهاتي [الإنجليزية] أن هذا الأمر يمثل ميزة للصحافة العربية، ويساهم في تعزيز التعاليم الإسلامية في شبه القارة الهندية. ويؤكد ذكر الله عربي من جامعة مولانا آزاد الوطنية الأردية [الإنجليزية] على دورها الرائد في تنمية الذوق الأدبي بين الشباب المسلم. ويؤكد سروار علم الندوي من جامعة عليكرة الإسلامية على أهميته في الدفاع عن الإسلام وتعزيز التهذيب الأدبي. ويؤكد أنيس ألانجادان من جامعة المهاتما غاندي في كيرالا [الإنجليزية] على الهدف الشامل للمجلة وهو إيقاظ الروح الإسلامية والدفاع عن الدين ضد الشكوك والهجمات، وتعزيز مكانتها كمدافع عن التعاليم الإسلامية وسط تحديات من المنتقدين. ويعترف حافظ الرحمن من جامعة قوهاتي بأسلوب المجلة العربي الأصيل وبحثها العلمي الدقيق، بينما وصفها حبيب شهيد الإسلام، من جامعة قوهاتي [الإنجليزية] أيضًا، بأنها أصل لا يقدر بثمن للصحافة العربية في الهند. وأشار عبيد الرحمن من جامعة بنارس الهندوسية إلى تأثير ذلك على تنمية الاهتمام باللغة العربية وآدابها بين الطلاب.

## وجهات نظر عبر الثقافات
وقد نال استحسان شخصيات في المجتمع الإسلامي. وقد أشاد محمد يحيى الهاشمي، رئيس جمعية البحوث العلمية في حلب بسوريا، بالنشر لما يحتويه من مقالات إسلامية عميقة. وقد أعرب عبد القدوس الأنصاري، مؤسس مجلة المنهل السعودية، عن تقديره الإيجابي لها. وقد أبرز عبد الحليم الندوي إسهامات المجلة في المعرفة والدين والتعبير عن المعتقدات الصحيحة، لا سيما فيما يتعلق بالفائدة التي تعود على المجتمع الإسلامي الهندي والأمة الإسلامية على نطاق أوسع. وقد أرجع زبير أحمد الفاروقي إلى المجلة دورها في تشكيل بنية جديدة في دار العلوم ديوبند وتنمية الذوق الأدبي والعلمي بين الطلاب. وأعرب محمد إسماعيل الندوي عن أمله في أن تساهم المجلة بشكل مستمر في نقل الثقافة الإسلامية في الهند، مؤكدًا على تأثيرها من حيث الموضوع والمحتوى. وقد لاحظ سعيد الرحمن عزمي الندوي [الإنجليزية] تأثير ذلك على الأدب العربي في المؤسسة، مما أدى إلى زيادة الاهتمام بالتأليف العربي الحديث وإظهار المشاركة الفكرية المتزايدة للمؤسسة مع اللغة.

## طالع أيضًا
- مجلات دار العلوم ديوبند